# 酰胺配合物

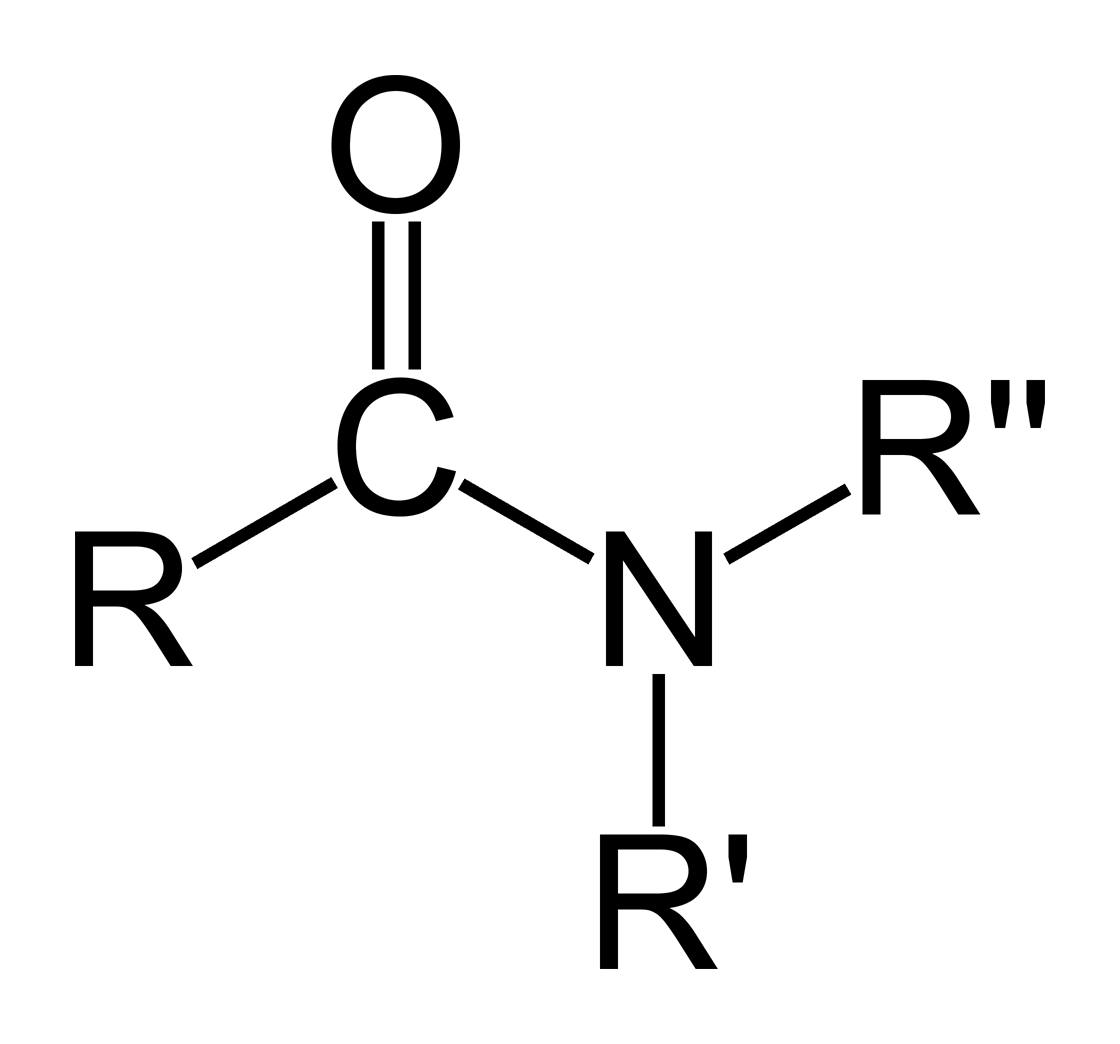
酰胺配体的结构

酰胺配合物是配体为酰胺（R1C(=O)NR2R3，其中R为氢或有机基团）的配位化合物。二甲基甲酰胺（DMF）、二甲基乙酰胺（DMA）等是常见的酰胺配体。
酰胺配合物可以通过将金属盐溶解在酰胺溶剂中得到，例如氯化镍在DMF中可以形成具有八面体构型的[Ni(DMF)6]2+、[NiCl(DMF)5]+、[NiCl2(DMF)4]和四面体构型的[NiCl3(DMF)]−。[Ru(H2O)6]2+水合离子可以与DMF发生交换，得到[Ru(H2O)5(DMF)]2+。在金属有机框架材料的合成中，如果使用了酰胺溶剂，酰胺也有可能参与金属的配位。
配合物中的酰胺可以通过单晶X射线衍射、核磁、红外等手段表征。